# 875
Évszázadok: 8. század – 9. század – 10. század
Évtizedek: 820-as évek – 830-as évek – 840-es évek – 850-es évek – 860-as évek – 870-es évek – 880-as évek – 890-es évek – 900-as évek – 910-es évek – 920-as évek
Évek: 870 – 871 – 872 – 873 –  874 – 875 – 876 – 877 – 878 – 879 – 880

## Események

### Európa
- Augusztusban fiúörökös nélkül meghal a 49 éves II. Lajos itáliai frank császár. Bár végakaratában unokatestvérét, Karlmannt (Német Lajos keleti frank király fiát) nevezte meg örökösének, nagybátyjai, Német Lajos és Kopasz Károly nyugati frank király is igényt tartanak Észak-Itáliára és a császári címre. Károly cselekszik gyorsabban: VIII. János pápa jóváhagyásával Itáliába utazik, ahol Paviában Itália királyává, karácsonykor Rómában pedig császárrá koronázzák. Német Lajos bosszúból feldúlja a határvidéket.
- Kopasz Károly legidősebb fia, Hebegő Lajos apja nyomására eltaszítja feleségét, Ansgarde-ot (akit apja akarata ellenére, titokban vett feleségül még 862-ben) és feleségül veszi Párizsi Adélaïde-ot.
- A tarantói szaracénok kifosztják az Adria-parti Comacchio városát, majd megtámadják a velencei Gradót, de itt visszaverik őket.
- Halfdan Ragnrasson, a yorki vikingek vezetője betör Skóciába és a dollari csatában legyőzi I. Konstantin skót királyt. Halfdan ezután áthajózik Dublinba hogy visszerezze nemrég meghalt fivérének, Csontnélküli Ivarnak a birtokait és megöli Dublin viking királyát, Eysteinn Olafssont.
- A yorki vikingek másik serege áthajózik Dorsetbe, ahol elfoglalják Wareham városát. Alfréd wessexi király hadisarcot fizet nekik hogy távozzanak.
- A norvég partokat érő támadások miatt Széphajú Harald norvég király elfoglalja Shetlandot és az Orkney-szigeteket.

### Észak-Afrika
- Meghal II. Muhammad aglabida emír. Utóda öccse, II. Ibráhim.

### Korea
- Meghal Kjongmun, Silla királya. Utóda legidősebb fia, Hongang.

## Születések
- március 22. - I. Vilmos, aquitániai herceg
- II. Adalbert, toszkán őrgróf
- II. Fruela, asztúriai király
- Isze, japán költőnő
- I. Spytihněv, cseh fejedelem

## Halálozások
- augusztus 12. – II. Lajos, itáliai császár
- november 11. - Teutberga, II. Lothár frank király felesége
- Kjongmun, sillai király
- Muszlim ibn al-Haddzsádzs, szunnita teológus

## Fordítás
- Ez a szócikk részben vagy egészben  a(z)   875 című angol Wikipédia-szócikk ezen változatának fordításán alapul.  Az eredeti cikk szerkesztőit annak laptörténete sorolja fel. Ez a jelzés csupán a megfogalmazás eredetét és a szerzői jogokat jelzi, nem szolgál a cikkben szereplő információk forrásmegjelöléseként.